# Старое Саитово
Ста́рое Саи́тово (тат. Иске Сәет) — деревня в Муслюмовском районе Республики Татарстан, в составе Исансуповского сельского поселения.

## Этимология названия
Топоним произошел от татарского слова «иске» (старый) и антропонима «Сәет».

## География
Деревня находится в верховье реки Сикия, в 38 км к северо-востоку от районного центра, села Муслюмово.

## История
Деревня известна с 1735 года. В дореволюционных источниках упоминается также под названием Сеитово.
В XVIII–XIX веках жители относились к категориям башкир-вотчинников и тептярей. Их основные занятия в этот период – земледелие и скотоводство, были распространены санный и печной промыслы.
По сведениям 1870 годы, в деревне функционировали мечеть и мектеб. В этот период земельный надел сельской общины составлял 1202,2 десятины.
До 1920 года деревня входила в Амикеевскую волость Мензелинского уезда Уфимской губернии. С 1920 года в составе Мензелинского кантона ТАССР. С 10 августа 1930 года – в Муслюмовском, с 10 февраля 1935 года – в Калининском, с 12 октября 1959 года – в Муслюмовском, с 1 февраля 1963 года – в Сармановском, с 12 января 1965 года в Муслюмовском районах.

## Население
| 1816 | 1834 | 1859 | 1870 | 1884 | 1897 | 1913 | 1920 | 1926 | 1938 | 1949 | 1958 | 1970 | 1979 | 1989 | 2002 | 2010 | 2017 |
| ---- | ---- | ---- | ---- | ---- | ---- | ---- | ---- | ---- | ---- | ---- | ---- | ---- | ---- | ---- | ---- | ---- | ---- |
| 128  | 316  | 605  | 700  | 1010 | 887  | 638  | 688  | 358  | 466  | 298  | 262  | 256  | 228  | 132  | 93   | 87   | 66   |

Национальный состав села: татары.

## Экономика
Жители работают преимущественно в крестьянских фермерских хозяйствах и ООО «Август-Муслюм», занимаются полеводством.

## Объекты медицины и культуры
В деревне действуют клуб, фельдшерско-акушерский пункт.